# OTR-23 Oka
El OTR-23 Oka (ruso: OTP-23 «Ока» ; llamado así por el Río Oká) fue un misil balístico de teatro de operaciones y táctico móvil (ruso: оперативно-тактический ракетный комплекс ) desplegado por la Unión Soviética cerca del final de la Guerra Fría para reemplazar al SS-1C 'Scud B' obsoleto. Llevaba el índice GRAU 9K714 y se le asignó el nombre de informe de la OTAN SS-23 Spider. La introducción del Oka reforzó significativamente las capacidades nucleares del teatro de operaciones soviético, ya que su alcance y precisión le permitirían no sólo atacar objetivos de la OTAN como aeródromos, sistemas vectores nucleares y centros de mando, sino también objetivos en movimiento. También tenía un tiempo de reacción rápido, pudiendo disparar en aproximadamente cinco minutos y era casi imposible de interceptar, lo que le permitía penetrar las defensas.
Los principales componentes del sistema 9K714 fueron:
- el vehículo de transporte y lanzamiento PU 9P71 (ruso: lanzador autopropulsado), basado en el anfibio BAZ-6944
- el transportador-cargador similar TZM 9T230 (ruso: máquina de transporte-carga) con un misil de repuesto y equipado con una grúa hidráulica
- el vehículo de reabastecimiento TM 9T240 (ruso: транспортная машина), un tractor ZIL-131 con semirremolque para transportar un misil (en un contenedor de transporte 9Ya249) y una ojiva (en un contenedor 9Ya251)

La vida operativa del Oka fue limitada y controvertida. El ejército soviético afirmó que el Oka tenía un alcance máximo de 400 km (250 millas). Los expertos estadounidenses, sin embargo, estimaron que tenía un alcance mayor. En 1987, Mijaíl Gorbachov propuso a George Shultz que eliminaría unilateralmente todos los Okas, si eso impedía que Estados Unidos construyera sus propias fuerzas nucleares de corto alcance en Europa, a pesar de que el ejército soviético estaba a favor del Oka. Sin embargo, Shultz carecía de autoridad para actuar según la sugerencia. Gorbachov incluyó el Oka en la clase de sistemas que serán descontinuados como parte del Tratado INF como gesto de buena voluntad, aunque las afirmaciones soviéticas sobre su alcance máximo no lo excluían de las especificaciones del tratado.
Hubo una controversia diplomática sobre este sistema de armas en abril de 1990, cuando los soviéticos informaron a los EE. UU. de su transferencia encubierta de al menos 120 misiles a los estados del Pacto de Varsovia de Checoslovaquia, Bulgaria y Alemania Oriental durante el tiempo de negociación del Tratado sobre Fuerzas Nucleares de Rango Intermedio. Las pruebas indican que los misiles fueron transferidos únicamente con ojivas convencionales, aunque aparentemente se conservó el equipo para cargar ojivas nucleares soviéticas.